# Larry Wilson
Larry Wilson (Los Angeles, 23 giugno 1948) è uno sceneggiatore e produttore cinematografico statunitense. È noto al pubblico soprattutto per aver scritto Beetlejuice e La famiglia Addams.

## Biografia
Ha lavorato anche in campo televisivo, scrivendo Il vaso, puntata numero diciannove della prima stagione di Alfred Hitchcock presenta. Mentre ha scritto e diretto la puntata Doctor of Horror della celebre serie tv Racconti dalla Cripta.

## Filmografia

### Sceneggiatore
- La famiglia Addams (The Addams Family), regia di Barry Sonnenfeld (1991)
- Aliens for Breakfast, regia di John T. Kretchmer (1994)
- Software, regia di Scott Billups (2000)
- Il mio amico vampiro (The Little Vampire), regia di Uli Edel (2000)
- The Year Without a Santa Claus, regia di Ron Underwood (2006)

### Produttore
- Beetlejuice - Spiritello porcello (Beetlejuice), regia di Tim Burton (1988)
- Il mio amico vampiro (The Little Vampire), regia di Uli Edel (2000)